# Fritz Werner (Hebraist)
Fritz Werner (* 6. Februar 1943 in Wien) ist ein österreichischer Hebraist und Universitätsprofessor im Ruhestand an der Universität Wien.

## Biografie
Fritz Werner habilitierte sich 1981; 2000 wurde er Universitätsprofessor für Hebräische Philologie an der Universität Wien. Er ist Mitherausgeber der Zeitschrift עם הספר (‘am has-sēp̄er) und der Revue Européenne d’Études Hébraïques.

## Schriften
- Das Judentumsbild in der antijüdischen Literatur. Dissertation, Wien: 1972.
- Die Wortbildung der hebräischen Adjektiva. Habilitation, Wien: 1981; 1983.
- Die introflexive Wortbildung im Hebräischen. 1982.
- Modernhebräischer Mindestwortschatz / Moderner hebräischer Mindestwortschatz. 1979, 1982, 1998.